# Société des amis du musée des Beaux-Arts de Nantes
La Société des amis du musée des Beaux-Arts de Nantes est une association créée en 1919 par Gaëtan Rondeau, qui a pour vocation l'enrichissement des collections du musée d'Arts de Nantes (anciennement « musée des Beaux-Arts ») par l'acquisition d'œuvres contemporaines, ainsi que la promotion d'artistes. Elle a également pour mission de développer la connaissance, la diffusion et le goût de l'art.

## Historique
Son premier président fut Marc Elder de 1920 jusqu'à sa mort en 1933. Ses successeurs furent : Julien Lanoë (de 1936 à 1970), Paul Grandjouan (de 1970 à 1990), Daniel Peneau (de 1990 à 1999), Jean-Joseph Régent (de 1999 à 2006), André Ozenne (de 2006 à 2012), et Jean-Marc Cuault (depuis 2012).
Le siège provisoire de l'association se trouve à la médiathèque Jacques-Demy.
Sous l'impulsion de Julien Lanoë, une vingtaine d'expositions sont organisées dans le but de promouvoir l'art vivant. Les artistes originaires de Nantes (Maxime Maufra, Pierre Roy, Jean Gorin, Camille Bryen) y sont exposés, ainsi que les artistes demeurant à Nantes : Paul Deltombe, Michel Noury, Henry Leray, Laure Martin, etc.
Pour la première fois, la société organise une souscription publique pour la restauration d’une toile majeure des collections italiennes du musée, Diane chasseresse d'Orazio Gentileschi. 10 000 euros seraient nécessaires afin de présenter l'œuvre lors de la réouverture du musée en 2017.

## Dons au musée

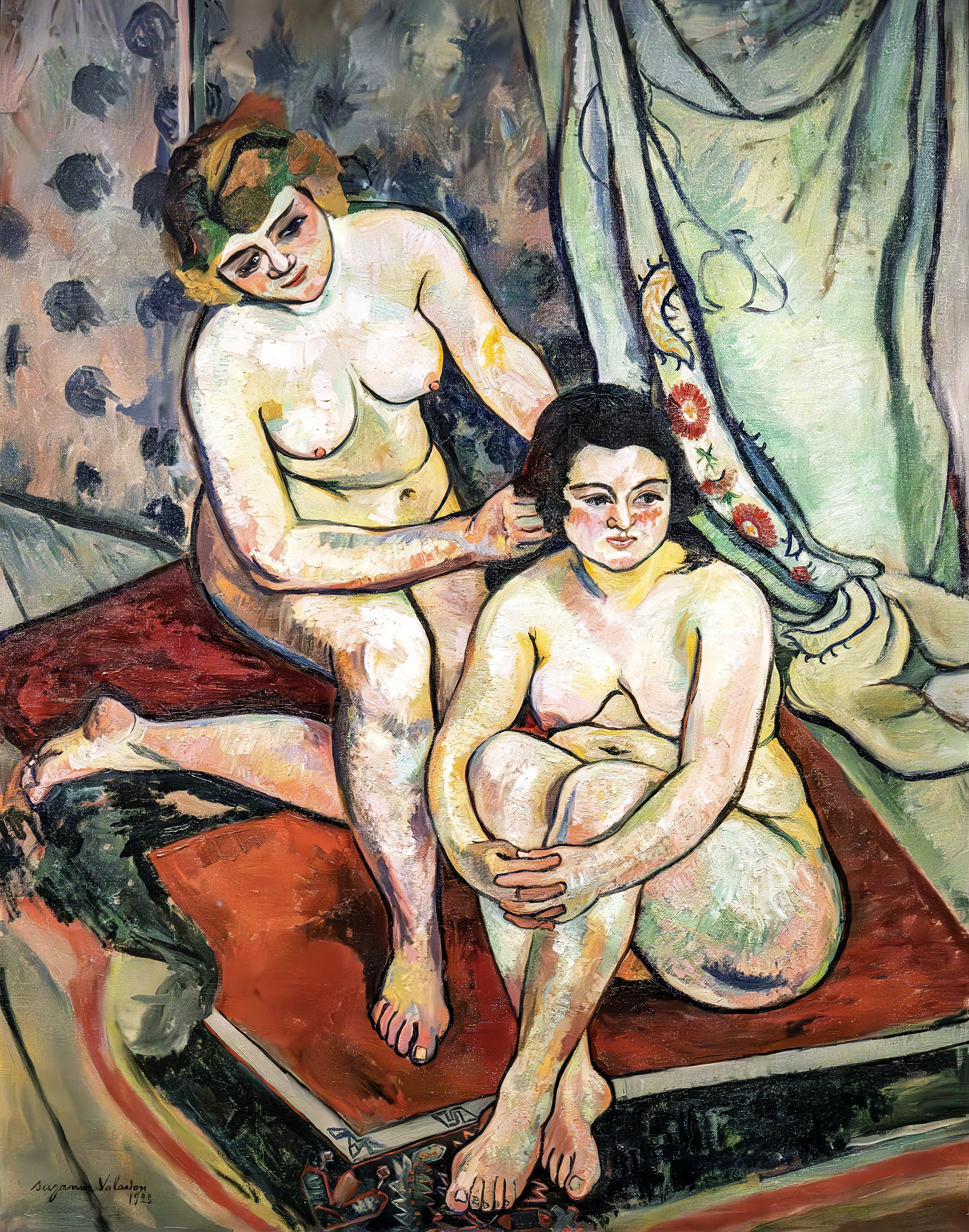
Les Baigneuses, de Suzanne Valadon, un don de la Société au musée d'Arts de Nantes en 1957.

- 1938 : Les Nymphéas à Giverny, de Claude Monet (1917)
- 1951 : Passe-temps honnête, de Kees van Dongen (vers 1920)
- 1957 : Les Baigneuses, de Suzanne Valadon (1923)
- 1960 : Judith, de Marie Laurencin (1930)
- 1969 : Les Frivoles, de Jacqueline Marval (vers 1914)